# Форт-Райт (Кентуккі)
Форт-Райт (англ. Fort Wright) — місто (англ. city) в США, в окрузі Кентон штату Кентуккі. Населення — 5851 особа (2020).

## Географія
Форт-Райт розташований за координатами 39°2′45″ пн. ш. 84°32′10″ зх. д. / 39.04583° пн. ш. 84.53611° зх. д. (39.045754, -84.536071).  За даними Бюро перепису населення США в 2010 році місто мало площу 8,73 км², з яких 8,63 км² — суходіл та 0,10 км² — водойми.

## Демографія
Згідно з переписом 2010 року, у місті мешкали 5723 особи в 2536 домогосподарствах у складі 1551 родини. Густота населення становила 656 осіб/км².  Було 2695 помешкань (309/км²).
Расовий склад населення:
| - 95,4 % — білих - 1,6 % — чорних або афроамериканців - 1,0 % — азіатів - 0,2 % — корінних американців |

До двох чи більше рас належало 1,3 %. Частка іспаномовних становила 1,4 % від усіх жителів.
За віковим діапазоном населення розподілялося таким чином: 20,9 % — особи молодші 18 років, 63,8 % — особи у віці 18—64 років, 15,3 % — особи у віці 65 років та старші. Медіана віку мешканця становила 40,9 року. На 100 осіб жіночої статі у місті припадало 95,3 чоловіків;  на 100 жінок у віці від 18 років та старших — 91,7 чоловіків також старших 18 років.
Середній дохід на одне домашнє господарство  становив 78 500 доларів США (медіана — 65 774), а середній дохід на одну сім'ю — 93 317 доларів (медіана — 80 588). Медіана доходів становила 55 411 долар для чоловіків та 37 394 долари для жінок. За межею бідності перебувало 5,4 % осіб, у тому числі 5,1 % дітей у віці до 18 років та 0,0 % осіб у віці 65 років та старших.
Цивільне працевлаштоване населення становило 3197 осіб. Основні галузі зайнятості: освіта, охорона здоров'я та соціальна допомога — 23,2 %, фінанси, страхування та нерухомість — 11,3 %, виробництво — 9,8 %, мистецтво, розваги та відпочинок — 9,1 %.